# Synolulis rhodinastis
Synolulis rhodinastis är en fjärilsart som beskrevs av Edward Meyrick 1902. Synolulis rhodinastis ingår i släktet Synolulis och familjen nattflyn. Inga underarter finns listade i Catalogue of Life.